# 마르셀 르페브르

마르셀 르페브르 대주교

마르셀 프랑수아 마리에 조제프 르페브르(프랑스어: Marcel François Marie Joseph Lefebvre, 1905년 11월 29일 - 1991년 3월 25일)는 프랑스인 로마 가톨릭교회 대주교이다. 1929년 사제 서품을 받았으며, 1947년 주교로 서임되었고, 1955년 대주교로 승품되었다. 그는 아프리카 서부의 교황 대사와 성신 신부회 총장, 제2차 바티칸 공의회의 중앙준비위원이자 참석자였으나, 제2차 바티칸 공의회에 따른 교회의 변화에 반대하였다.
1970년, 르페브르는 자신과 같이 교회의 변화에 반대하며 전통을 고수하는 일부 사제들을 규합하여 성 비오 10세회(SSPX)를 조직하였다. 그리고 1988년에 교황 요한 바오로 2세의 승인 없이 독단적으로 성 비오 10세회에 소속된 네 명의 사제를 주교로 서임하였다. 이에 교황청은 즉각 교회법에 따라 르페브르 대주교와 그에게 서임받은 주교들 그리고 주교 서임식에 참석한 안토니오 드 카스트로 마이어 주교를 파문하였다. 르페브르 대주교가 선종한 지 18년 후인 2009년 1월 21일에 교황 베네딕토 16세에 의한 교령으로 1988년 7월 1일자 파문 교령은 법적 효력을 상실하였다.

## 유년기와 사제품

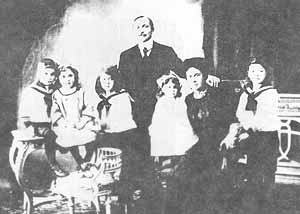
1908년 르페브르의 가족 사진. 가장 왼쪽에 있는 소년이 르페브르이다.

마르셀 르페브르는 프랑스 노르주 투르쿠앵 출신으로, 직물 공장 주인 르네 르페브르와 그의 아내 가브리엘레 사이에서 8자녀 가운데 세 번째 아이이자 아들로는 둘째로 태어났다. 모친 가브리엘레는 1938년에 사망하였고, 부친 르네는 영국에 협조해 프랑스 레지스탕스 활동을 한 전력이 발각되어 게슈타포에게 체포당해 나치 독일의 수용소에 갇혀 1944년 62세를 일기로 사망하였다.
매우 독실한 가톨릭 신자들이었던 르페브르의 부모는 매일 미사에 아이들을 데리고 참례하였다. 노골적인 군주주의자였던 르페브르의 부친은 제1차 세계대전 당시 독일의 점령 하에 있던 투르쿠앵에서 영국군의 스파이로 활동하였다.
1923년 르페브르는 부친의 소원에 따라 성직자가 되기 위해 로마에 있는 프랑스 신학교에 입학하였다. 훗날 그는 자신이 보수적인 시각을 갖게 된 것은 브르타뉴의 사제인 앙리 르 플로슈의 영향을 받은 것이라고 고백하였다. 그의 신학 공부는 그가 군복무한 시기인 1927년에서 1927년까지 잠시 중단되었다. 1929년 5월 25일 르페브르는 로마의 산 조반니 인 라테라노 대성전에서 부제 서품을 받았다. 그리고 1929년 9월 21일에 릴의 교구장 아실 리나르 주교로부터 사제 서품을 받아, 릴 교구 소속이 되었다. 사제 서품을 받은 후, 르페브르는 로마에서 남은 공부를 마저 하였으며, 1930년 7월 신학 박사 학위를 받았다.
1930년 추기경이 된 리나르 교구장은 르페브르에게 릴 교회의 롬 본당의 보좌 신부로 갈 것을 지시하였다. 그러나 르페브르는 이미 오래 전부터 성신 신부회 회원으로서 다른 나라로 선교하러 갈 수 있게 해 달라고 요청한 상황이었다. 그렇지만 리나르 추기경은 르페브르에게 릴 교구에서 1년 동안 본당 사목 일을 하면서 나중에 선교 활동을 하러 가도 늦지 않는다고 충고하였다. 1931년 7월 리나르 추기경은 르페브르를 교구 소속에서 풀어주었다. 그 해 9월 르페브르는 오를리에 있는 성신 신부회에 입회하여 수련자가 되었다. 그로부터 1년 후인 1932년 9월 8일 그는 유기서원을 하였다.
르페브르가 처음으로 부여받은 소임은 가봉의 리브르빌에 있는 성 요한 신학교의 교수였다. 1934년 그는 신학교의 총장이 되었다. 1935년 9월 28일 르페브르는 종신 서원을 하였다. 그리고 가봉의 성신 신부회 총장이 되었다. 1945년 10월 르페브르는 수도회 총장으로부터 프랑스로 돌아가 모르탱에 있는 성신 신부회 신학교구의 교수로 봉사하라는 지시를 받았다.

## 아프리카의 주교

마르셀 르페브르 대주교의 문장

르페브르는 프랑스로 귀국했으나 그리 오래 머물지는 않았다. 1947년 6월 12일 교황 비오 12세가 그를 세네갈의 다카르 대목구장 겸 안테돈의 명의 주교로 서임했기 때문이다. 1947년 9월 18일 르페브르는 투르쿠앵에 있는 자신의 옛 본당에서 아실 리나르 추기경 주재로 주교로 서임되었다.
새 소임을 맡은 르페브르는 약 350만 명 가량이 사는 지역을 책임지게 되었는데, 그 중에 가톨릭 신자는 고작 5만 명에 불과하였다.
1948년 9월 22일 르페브르는 세네갈 주재 교황 대사로 근무를 계속하면서, 한 가지 책임을 또 하나 맡게 되었다. 교황 비오 12세가 그를 프랑스 식민제국의 교황 사절을 겸임하도록 지시한 것이다. 이리하여 르페브르는 프랑스 정부의 지배 아래 놓인 아프리카 지역들에 소재한 46곳의 지역 교구에서 교황을 대리하는 역할을 맡게 되었다. 레위니옹 교구 외에 마다가스카르 점 전체와 인접한 섬들이 그의 관할 구역에 속해 있었지만, 카르타고와 콩스탕틴, 알제, 오랑 등 북아프리카 지역 교구들은 제외되었다. 이와 더불어 르페브르는 에우로파 교구의 명의 대주교로 승품되었다.
교황 사절로서 르페브르가 주임무는 프랑스령 아프리카 지역에 교계제도를 설정하는 일이었다. 교황 비오 12세는 대목구와 지목구가 아니라 주교들로 구성된 제대로 된 교계제도가 하루속히 수립되기를 바랐다. 이를 위해 르페브르는 새로운 주교들의 인선을 포함하여 사제들과 수녀들, 성당들과 교구들의 숫자를 늘리는데 온힘을 다하였다.
1955년 9월 14일 다카르 대목구가 대교구로 승격됨과 동시에 르페브르도 대주교가 되어 다카르 대교구의 초대 대교구장 주교가 되었다. 르페브르 대주교는 비오 12세가 서구의 성직자들과 평신도들에게 제3세계로 많이 선교하러 갈 것을 요청한 회칙 《믿음의 선물》(Fidei Donum)을 작성하는데 있어 가장 중요한 조언자였다.
1958년 교황 비오 12세가 선종하고, 1959년 교황 요한 23세가 뒤를 이었다. 요한 23세는 르페브르에게 교황 사절과 다카르 대교구장 중에 양자택일을 할 것을 권유하였다. 결국 또 다른 사람이 프랑스령 아프리카 지역의 교황 사절이 되었으며, 르페브르는 1962년까지 다카르 대교구장이라는 직함은 그대로 유지한 채 프랑스의 튈 교구로 이동하였다. 1960년 요한 23세는 르페브르를 제2차 바티칸 공의회의 의제를 담당하는 준비위원회 위원으로 임명하였다.

## 성신 신부회 총장
1962년 7월 26일 성신 신부회 총회는 르페브르를 총장으로 선출하였다. 르페브르는 풍부한 선교 경험 덕분에 많은 사람으로부터 존경을 한몸에 받았다. 그러나 성신 신부회의 일부 진보적인 인사들, 특히 프랑스에서는 그의 사목 방식을 권위주의적인 것으로 치부하며 급진적인 개혁을 원하고 있었다. 1962년 8월 7일 르페브르는 프리기아에 있는 쉰나다의 명의 대주교에 임명되었다.
르페브르는 당시 성신 신부회에서 큰 영향력을 갖고 있는 대다수 회원들로부터 교회의 현대화와 개혁을 위해 교회 지도자들 및 프랑스 주교회의의 요구에 제대로 부응하고 있지 않다는 비판을 지속적으로 받았다. 성신 신부회 총회는 제2차 바티칸 공의회에 따른 변화에 따라 회(會)가 나아가야 할 방향을 논의하기 위해 1968년 9월 로마에서 회의를 열었다. 성신 신부회 총회의 첫 번째 조치는 르페브르를 대신하여 회의를 주재할 의장들을 지명하는 것이었다. 그러자 르페브르는 교황 바오로 6세에게 성신 신부회 총장 자리에서 물러나겠다면서 사직서를 제출하였다. 훗날 그는 이 일에 대해 더는 자신의 이야기를 들으려 하지 않는 데다가 자신을 원하지 않는 단체의 총장으로 남는다는 것은 불가능했다고 회고하였다.

## 제2차 바티칸 공의회
교황 요한 23세에 의해 제2차 바티칸 공의회 준비위원회 위원으로 위촉된 르페브르는 공의회에게 상정될 문건 초안들에 대한 토론에 참석하였다. 1962년 10월부터 12월까지 소집된 공의회 제1회기에서 그는 공의회에서 다룰 사항들의 방향성에 대해 우려하기 시작했다. 르페브르는 국제 교부회(Coetus Internationalis Patrum)로 알려진 일부 공의회 주교들의 연구 모임에서 주도적인 역할을 하였다.
공의회에서 가장 첨예한 논쟁을 불러일으킨 주제는 종교의 자유 문제였다. 페리클레 펠리치 대주교는 르페브르 대주교와 그의 생각에 동조하는 다른 주교 두 명과 함께 이 문제를 다룰 초안 문서를 재작성하는 책임을 맡은 4인 특별 위원회 위원으로 지명한다고 발표했지만, 곧 이 조치가 교황의 승인을 받지 않았음이 드러나자 그리스도인일치촉진평의회 측에 초안 작성 책임이 넘어갔다. 르페브르 대주교와 알프레도 오타비아니 추기경은 초안의 제목을 ‘종교의 자유에 대하여’ 대신에 ‘교회와 국가의 관계 및 종교적 관용’으로 하는 것을 지지하였다. 국제 교부회는 (수정안이 포함된) 이 초안에 대한 예비 투표를 공의회 제4회기까지 연기시키는데 간신히 성공하기는 했으나, 최종적으로 1965년 12월 7일 공의회 참석자들의 절대 다수에 의해 종교 자유에 관한 선언 《인간 존엄성》(Dignitatis Humanae)이 채택되는 것을 막는 데는 실패하였다. 이처럼 압도적 다수표가 나온 것에 대해 일부에서는 당초 보류 내지는 반대 입장을 표명했던 공의회 교부들에게 개혁적 성향을 가진 공의회 교부들이 강력한 로비를 벌인 결과라는 주장을 펼치며 이의를 제기하기는 했지만, 결국 받아들여지지 않았다. 르페브르는 《인간 존엄성》을 채택하는 데 반대표를 던지기는 했지만, 교황이 이 선언에 서명한 이후에야 서명하였다. 공의회에 참석한 교부들 전부가 서명을 하지 않았음에도 말이다. 나중에 르페브르는 이에 대해 자신이 서명한 다음, 공의회에 참석한 다른 교부들에게 차례대로 돌아가 모두가 서명한 종이는 찬성 내지는 반대의 표를 던지는 의미가 있었던 것이 아니라, 네 문헌에 대해 투표하기 위해 회의에 참석한 것을 의미하는 출석 표시였을 뿐이었다고 주장하였다. 그러나 르페브르의 주장과는 달리 실제로는 당시 그가 서명한 종이는 별로 중요치 않은 출석용 종이가 아니었다. 다만, 르페브르와 드 카스트로 마이어의 서명 옆에는 훗날 그들이 공개적으로 거부 의사를 밝힌 종교 자유에 관한 선언에 동의했음을 증명할 주석은 발견되지 않았다.

## 성 비오 10세회 창설
성신 신부회 총장직에서 물러난 르페브르에게 로마의 프랑스 신학교 학생들 중 전통주의자들이 접촉을 해왔다. 그들은 사제품을 받기 전에 의무적으로 거쳐야 했던 탁발례를 요청했으나 신학교 측으로부터 거부당하자, 보수적인 신학교에서 자신들이 학업을 마칠 수 있게 해 달라고 르페브르를 찾아와 도움을 요청하였다.
르페브르는 신학생들로부터 직접 가르쳐 달라는 권유를 받고 일단 그들을 스위스 프리부르 대학교로 가라고 권유하였다. 1969년 그는 지역 교구장의 허락을 받아 프리부르에 신학교를 설립했다. 이 신학교는 아홉 명의 신학생으로 시작했으며, 1971년 스위스의 에콘으로 이전하였다.

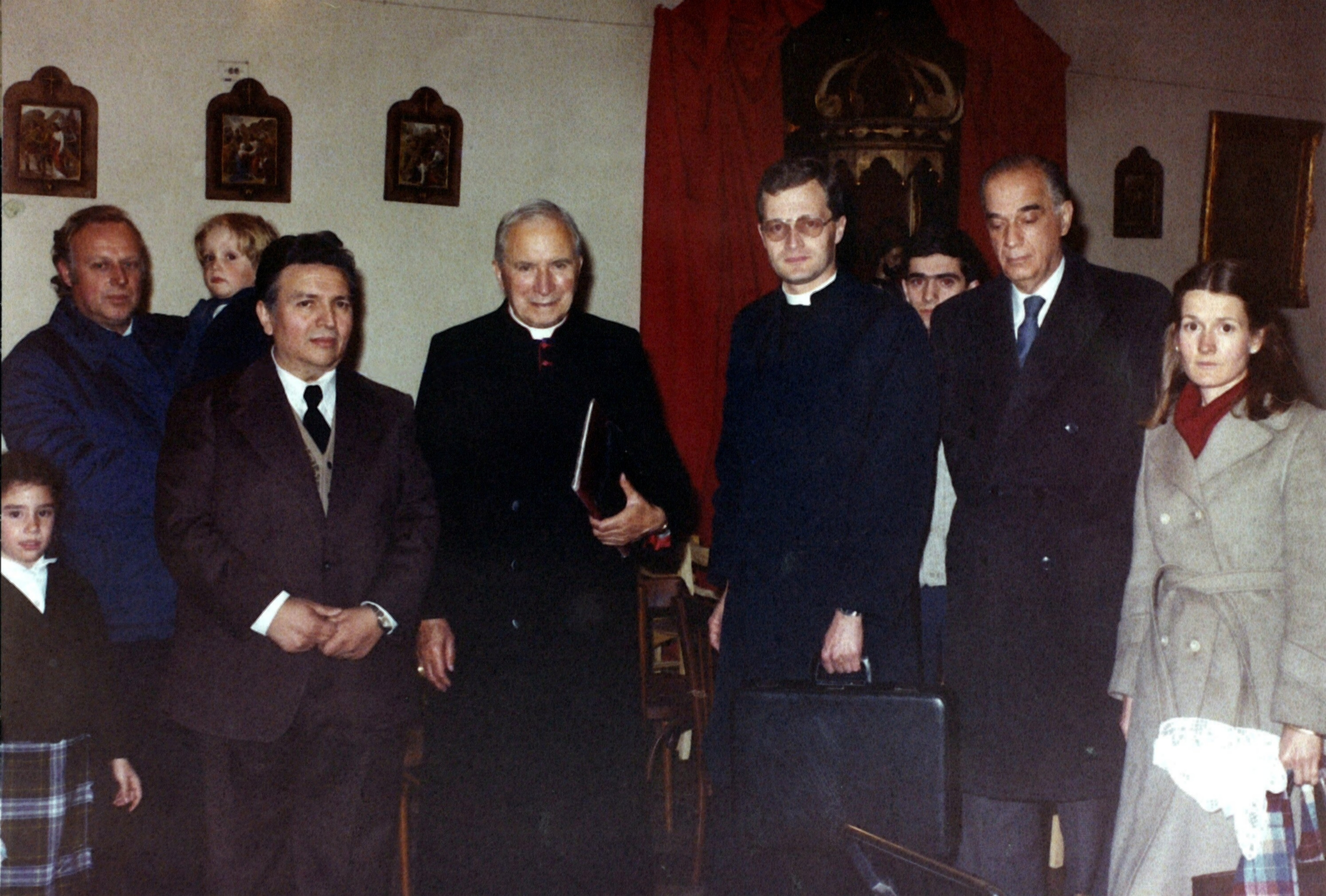
1980년 아르헨티나 코르도바에서의 마르셀 르페브르

르페브르는 신학생들에게 서원 없이 사제 모임을 세울 것을 제안하였다. 1970년 11월 프리부르 교구장 프랑수아 샤리에르 주교는 임시로 6년 간 ‘성 비오 10세 국제 사제단’이라는 이름의 단체를 세웠다.
르페브르와 신학적 견해가 달랐던 프랑스 주교들은 에콘 신학교를 의심의 눈초리로 바라보았다. 그들은 에콘 신학교가 인가받지 않은 신학교라는 입장을 밝히면서 그곳의 졸업생들 중 어느 누구도 사제로 서품하지 않겠노라고 천명했다.
1974년 11월 추기경 위원회의 지시로 에콘 신학교에 파견된 두 명의 벨기에 사제는 면밀한 조사 후에 에콘 신학교 측에 호의적인 보고서를 작성했다고 전해진다. 하지만 그들은 에콘 신학교에 지내는 동안 조만간 기혼자도 사제품을 받는 것이 일상적인 일이 될 것이라거나 진리는 세월이 지나면 변하는 법이라거나 예수의 부활에 대한 전통적인 개념은 토론의 여지가 있다는 식의 다양한 신학적 견해를 밝혔는데, 에콘 신학교 측은 이를 듣고 경악하며 반대하였다. 특히 르페브르는 크게 분노하여, 이 모든 사건의 원인이 당시 교회 안에서 진행되고 있었던 개혁이 명백하게 현대주의적이고 자유주의적인 경향이라고 보고 이를 맹렬하게 비판한 신앙 선언문을 작성했다.
우리는 신앙을 지키는 것과 지혜와 진리의 교사인 영원한 로마의 가톨릭 신앙 및 성전(聖傳)의 수호자이신 가톨릭적 로마를 충심으로 따를 것을 맹세합니다. 우리는 다른 한편으로 제2차 바티칸 공의회 기간과 그 이후 공의회로 인해 이루어진 모든 개혁에서 분명히 나타난 신(新) 현대주의적이면서 신(新) 프로테스탄트적 성향을 지닌 로마를 따르는 것을 항상 거부해 왔고 지금도 그러합니다.
사실 이러한 모든 개혁은 교회와 사제 성소의 파괴, 미사 성제의 폐지, 수도 성소의 소멸, 가톨릭 대학과 신학교 그리고 교리문답에 있어서의 자연주의적이고 테이야르 드 샤르댕식의 교육을 초래하였고 앞으로도 그러할 것입니다. 자유주의와 프로테스탄티즘에 입각한 이러한 교육은 교회의 장엄한 교도권에 의해 여러 차례 단죄받았습니다.
우리 구원에 필요한 교회와 가톨릭 교의에 대한 충실한 태도는 이러한 개혁을 단호히 거부하는 것입니다. 이것이 우리가 거룩한 가톨릭교회와 교황 그리고 다음 세대에 많은 기여를 할 수 없다고 생각할지언정, 어떠한 반항도 하지 않고, 괴로워하지도, 분개하지도 않으면서, 결코 변치 않는 교도권의 지도 아래 사제단을 구성하여 우리의 일을 수행하는 이유입니다.

## 바티칸과의 충돌

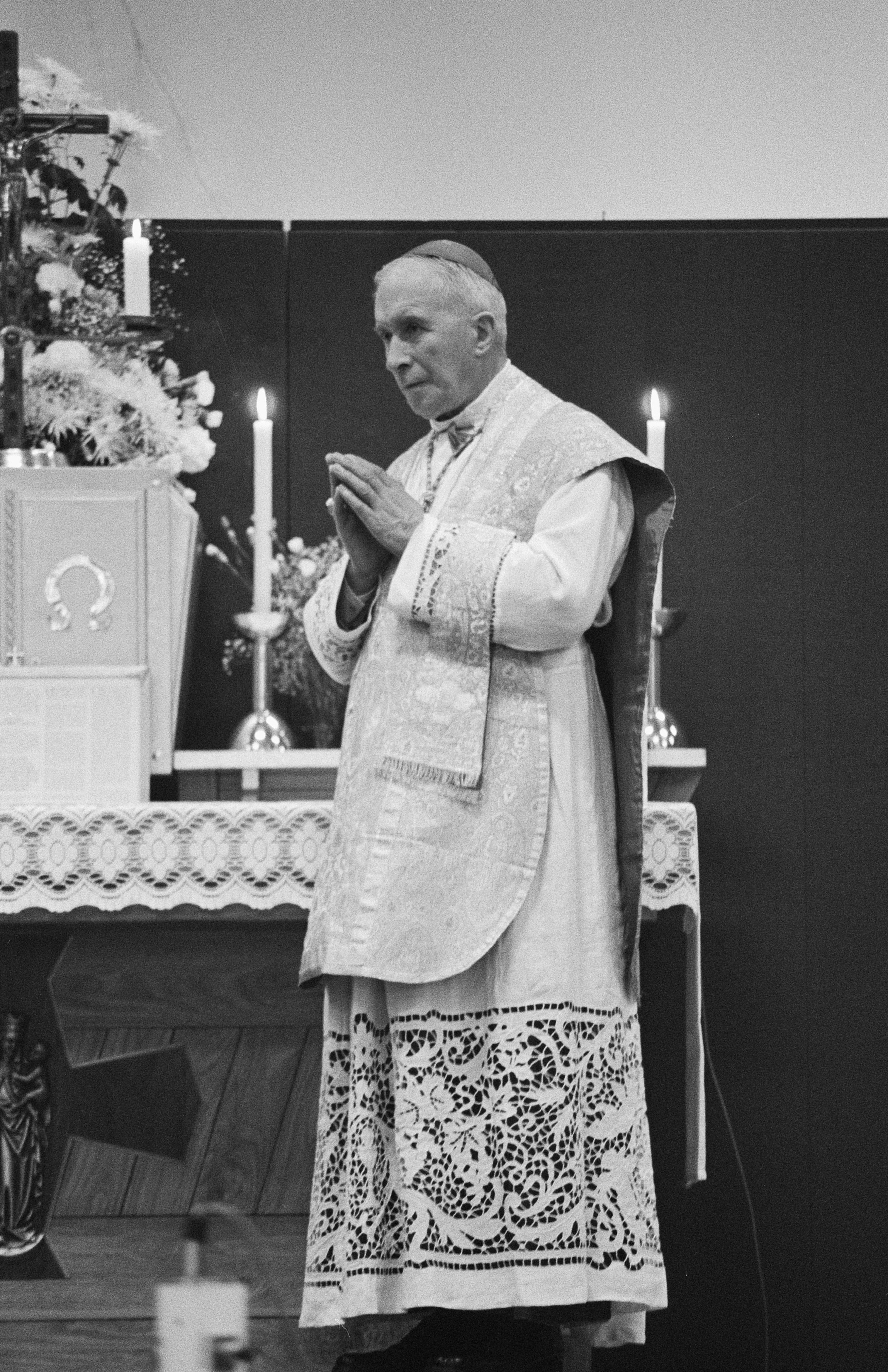
1981년의 마르셀 르페브르

1975년 1월 프리부르 교구장에 새로 임명된 주교는 성 비오 10세회에 임시로 부여한 지위를 취소하겠다는 입장을 밝혔다. 그 후 르페브르는 추기경 위원회와 두 차례 회담을 가졌지만, 새 주교는 자기 의사를 그대로 강행하여 1975년 5월 6일 성 비오 10세회를 공식적으로 해체한다고 발표하였다. 이 같은 조치는 교황 바오로 6세로부터 지지를 받았다. 바오로 6세는 1975년 6월 29일 르페브르에게 서신을 한 통 써서 보냈지만, 르페브르는 이에 개의치 않고 자신이 하던 일을 계속하였다. 왜냐하면 그에게 법적 자문을 해준 유능한 교회법학자에 따르면, 성 비오 10세회에게 취해진 법적 조치는 모두 너무 변칙적으로 이루어진 것이기 때문에 합법적으로 활동을 금지시킨 것이라고 볼 수 없기 때문이었다. 더 나아가 그는 르페브르에게 다음과 같이 조언했다. 즉, 바티칸이 성 비오 10세회에서 자체적으로 사제를 서품할 수 있는 권한을 이미 허용한 상황이기 때문에, 이제 성 비오 10세회에 입회한 신학생들을 사제로 서품할 수 있다고 말이다. 1976년 5월 24일 교황 바오로 6세는 추기경회의에서 르페브르의 이름을 직접 거론하며 그를 비판했으며, 그와 그를 따르는 이들에게 마음을 돌릴 것을 호소했다.
1976년 6월 29일 르페브르는 지역 교구장의 승인을 받지 않은 데다가 로마로부터 사제 서품을 하지 말 것을 경고하는 내용의 서신을 받았음에도 불구하고, 당초 계획했던 사제 서품식을 강행하였다. 그 결과 르페브르는 서임권을 박탈당해 어느 누구도 사제로 서품할 수 없는 조치가 내려졌다. 그로부터 일주일이 지난 후, 교황청 주교성 장관은 르페브르에게 이러한 상황을 타개하기 위해서는 교황에게 사죄해 용서를 받으라고 충고하였다. 그러나 르페브르는 자신의 주장을 굽히지 않고, 바오로 6세에게 소위 ‘교회의 현대화’라는 것은 제2차 바티칸 공의회가 소집되기 전에 일부 교회 장상들과 고위 프리메이슨 상층부 사이에 맺어진 비밀 협정으로 촉발된, 모더니즘과의 타협이라는 주장을 펼친 서찰 한 통을 보냈다. 이후 르페브르는 교황에게 사죄를 청하지 않았다는 이유로 성무 집행을 정지당했다. 즉 그는 더 이상 합법적으로 그 어떤 성사도 집전할 수 없는 몸이 된 것이다. 그러나 르페브르는 자신이 새 미사를 집전하는 것을 금지당한 것이기 때문에 처벌을 받은 것이 아니라고 주장했다. 바오로 6세 교황은 르페브르 문제를 매우 심각하게 받아들였으며, 그가 옛 양식에 따른 성사들을 집전함으로써 처벌을 피했다고 생각한다고 말했다. 르페브르는 성무 집행을 정지당했음에도, 미사 집전을 계속했으며, 자신의 신학생들을 사제로 서품하는 성품성사를 포함한 다른 성사들을 계속 집전했다.
교황 바오로 6세는 1976년 9월 11일 르페브르의 알현을 받은 후, 한 달이 지나서 그를 꾸짖는 동시에 과거 자신이 했던 호소를 되풀이한 내용의 서신을 써서 보냈다. 그 후 교황 요한 바오로 2세는 1978년 교황으로 선출되고 나서 60일이 지난 후에 르페브르의 알현을 받았지만, 역시 양자 간에 아무런 합의도 도출하지 못했다.
한편 데이비드 알렌 와이트가 쓴 르페브르 전기 《유니콘의 영광》에서는 교황 요한 바오로 1세를 선출한 1978년 8월 콘클라베에서 비록 소수지만, 르페브르에게 표를 던지는 사건이 일어났다고 한다. 혹자는 세 표를 받았다고도 하고, 또는 그 이상을 받았다고도 한다. 저자에 따르면, 이 사건은 추기경들 사이에 큰 동요를 불러일으켰다고 한다. 왜냐하면 비록 교회법에서는 이론상 모든 가톨릭 남성이 교황으로 선출될 자격을 갖고 있다고 명시하고 있지만, 실질적으로 추기경이 아닌 사람에게 투표한다는 것은 관례에서 벗어난 행동이었기 때문이다.

## 에콘에서의 주교 서임
르페브르는 자신이 81세가 된 해인 1987년에 미사 중 행한 강론에서 자신의 사후에 자신의 과업을 이어받아 계속 수행할 주교를 한 명 서임하겠다고 발표하였다. 이 선언은 엄청난 논란을 불러일으켰다. 왜냐하면 교회법상 주교의 서임은 사전에 교황의 재가를 필요로 하기 때문이다.
1988년 5월 5일 르페브르는 요제프 라칭거 추기경(훗날의 교황 베네딕토 16세)과 합의를 도출하여 합의서에 서명했다. 합의서에 따르면, 교황청은 성 비오 10세회를 교회 내 합법적인 단체로 인정하는 것은 물론 성 비오 10세회를 위해 주교 한 명을 서임하는데 동의한다는 내용이었다. 그러나 르페브르는 얼마 안 가 합의서에 대한 자신의 동의를 철회하였다. 왜냐하면 라칭거 추기경이 주교 서임식을 언제 하면 좋을지 날짜를 분명히 말해주지 않았기 때문이었다. 교황은 르페브르에게 이교적 행위를 하지 말 것을 호소하면서, 교회 안에 분열이 일어나는 행위를 경계하였다.
그렇지만 르페브르는 1988년 6월 30일 브라질의 은퇴 주교인 안토니오 드 카스트로 마이어와 함께 베르나르 펠레이, 베르나르 티시에 드 마예레, 리처드 윌리엄슨, 알폰소 데 갈라레타 등 총 네 명의 성 비오 10세회 사제를 주교에 서임하였다. 다음날 7월 1일 교황청 주교성은 에콘의 주교 서임식인 교회를 분열시키는 이교 행위이며, 따라서 이 사건에 연루된 6명 전원을 자동 파문에 처한다고 기술한 칙령을 발표하였다.
같은 해 7월 2일 요한 바오로 2세 교황은 사도적 서한 《하느님의 교회》(Ecclesia Dei)에서 르페브르의 주교 서임식을 비판하면서, 이는 교회를 분열시키는 행위에 해당하기 때문에 교회법 제1382조항에 의거하여, 이와 관련된 주교들과 사제들은 자동적으로 파문되었다는 입장을 표명하였다.
이에 대해 르페브르는 자신은 물론 자신과 함께 파문당한 성직자들은 결코 로마와 분리되지 않았으며, 따라서 이교가 아니라고 선언했다. 이어서 그는 자신들의 행위는 불가피한 행위였으며, 제2차 바티칸 공의회 이후 교회에서 일어나고 있는 각종 변화가 가톨릭적인 것이 아니라는 것을 로마에게 이해시키는데 실패했다고 말했다. 르페브르는 자신이 서임한 주교 네 명에게 주교 서임식 전에 편지를 건네주었는데, 거기에 다음과 같은 글을 썼다. “저는 로마가 믿음을 잃지 않았노라 말할 수 있다고 생각하지 않습니다.”
2009년 교황 베네딕토 16세는 르페브르가 서임한 주교 네 명의 요청을 받아들여, 그들에 대한 파문을 철회하였다.

## 죽음
르페브르는 1991년 향년 85세의 나이에 스위스 마르티뉘에서 암으로 선종하였다. 그가 선종한 지 8일 후에 시신은 스위스 에콘의 성 비오 10세회 국제 신학교 지하 묘소에 안장되었다. 스위스 주재 교황 대사 에도아르도 로비다 대주교와 시옹의 교구장 앙리 슈베리 주교도 르페브르의 장례식에 참석하여 그의 유해 앞에서 위령 기도를 바쳤다. 훗날 1991년 9월 18일 교황청 성직자성 장관 실비오 오디 추기경이 르페브르의 무덤을 찾아와, “Merci, Monseigneur”이라고 인사한 다음 무릎을 꿇었다. 그런 후에 오디 추기경은 르페브르 대주교는 ‘거룩한 사람’이었다고 평가하며, 성 비오 10세회가 오푸스 데이처럼 성좌로부터 성직 자치단의 지위를 부여받을 수 있음을 시사하였다. 1992년 1월 성 비오 10세회의 2대 총장 프란츠 슈미트베르거 신부는 성좌에 비공개 친서를 보내 이 같은 제의를 거절한다는 입장을 밝혔다. 리처드 윌리엄슨 주교의 증언에 따르면, 슈미트베르거 신부의 친서에는 “로마가 공의회 상태에 머물러 있는 한, 양자(성좌와 성 비오 10세회) 간에 유익하고 개방적인 협력이 가능하다고 보지 않는다”라는 내용이 담겨 있었다고 한다.

## 신학적 견해 및 정치 이념

### 배경
르페브르는 1789년 프랑스 혁명으로 패퇴한 왕당파에서 비롯된, 프랑스 사회의 정치적·종교적 우파와 입장을 같이했다. 그의 신학적 견해 및 정치 이념은 프랑스 제3공화국(1870–1940) 당시 프랑스 사회에서 상당한 세력을 갖고 있던 보수주의자들과 같은 노선이었다. 프랑스 제3공화국은 세속적 성향의 좌파와 친가톨릭 성향의 우파 간의 갈등으로 국론이 분열되었다. 그 가운데 대표적인 예가 드레퓌스 사건이다. 그러자 혹자는 르페브르를 가리켜 프랑스 혁명에서부터 비시 프랑스 정권에 이르기까지 프랑스 사회와 문화의 전선에 벌어진 격렬한 증오심에 의해 형성된 사람이었다라는 평가를 내리기도 하였다.
르페브르의 일대기를 처음으로 저술한 영국의 전통주의적 작가인 마이클 데이비스는 저서 《Apologia Pro Marcel Lefebvre》 제1부에서 다음과 같이 쓰고 있다.
프랑스의 정치적 갈등은 영국보다 한층 깊고, 극단적이며, 양자 간의 차이가 뚜렷한 경향을 보이고 있다. 이러한 상황을 이해하기 위해서는 프랑스 혁명과 그 이후의 역사를 돌아보아야 한다. 매우 지나치게 단순화하는 것일 수 있겠지만, 제2차 세계대전 당시 프랑스에서 가톨릭 신앙은 우파와 동일시되고, 반가톨릭주의는 좌파와 동일시되는 경향이 있었다고 말할 수 있다. … (르페브르의) 우파적 정치 이념은 단순명료하게 말하자면, 한 세기 이상 역대 교황이 가르쳐오던 가톨릭교회의 사회 교리와 전혀 다르지 않았다.

이와 비슷한 논조로, 영국의 성 비오 10세회 사제 마이클 크로우디는 르페브르가 혼란스러워하는 가톨릭 신자들에게 보낸 공개 편지를 영어로 번역하면서 다음과 같은 소개글을 썼다.
우리는 르페브르 대주교님이 사상 면에 있어 영국보다 더욱 분명한 나라인 프랑스를 배경으로 비판하는 글을 쓰고 계시다는 사실을 기억해야 한다. 예를 들어 사회주의라는 용어를 보도록 하자. 이 용어는 우리 중 일부에게는 다른 무엇보다도 형제애와 정의를 위한 사회적 이상을 의미한다. 바로 기독교 사회주의자들이 그러한 사람들이다. 그러나 유럽 대륙에서 사회주의는 완고한 반종교주의 내지는 종교의 대체제로 여겨지며, 이것이 발전하여 공산주의가 되었다. 대주교님은 바로 사회주의의 이 점을 지적하는 글을 쓰셨다. 그분이 자유주의를 배척하신 것은 자유당에 대해서가 아니라 인간의 자유를 하느님이나 그분의 교회가 지닌 권리보다 인간의 자유를 더 우위에 두려는 종교적 자유주의를 염두에 두고 하신 것이다.

### 신학적 견해
르페브르는 아래와 같은 신학적 견해를 밝혔다.
- 교회일치운동을 거부하고 가톨릭 배타주의를 지지했다.[47]
- 종교의 자유 신조 대신 종교적 관용주의를 지지했다.[48]
- 주교 단체성 대신에 교황의 지상권을 옹호하였다.[Notes 20]
- 트리덴티노 미사가 바오로 6세 미사로 대체되는 것에 대해 반대하였다.[Notes 21]

### 정치적 입장
정치적 입장에 있어서 르페브르는 다음과 같았다.
- 1789년 프랑스 혁명을 프리메이슨적이고 반가톨릭주의라며 비판하였다.[49]
- 필리프 페탱의 비시 프랑스 정권 치하의 가톨릭 교계를 옹호하였다.
- 제2차 세계대전 당시 중립을 지켜, 유대인들을 포함한 자국민들을 전쟁의 참화로부터 지켜냈다는 점을 높이 사 스페인의 프란시스코 프랑코 정권과 포르투갈의 안토니우 드 올리베이라 살라자르 정권 등의 독재 정권들을 지지하였다.
- 프랑스의 극우 민족주의자 장마리 르 펜을 지지하였다. 1985년 프랑스 정기간행물 《현재》(Présent)는 장마리 르 펜이 주요 프랑스 정치가들 중에서는 유일하게 낙태에 단호히 반대하자, 르페브르가 그를 지지했다고 보도하였다.
- 이슬람교도들이 유럽에 이민자로 들어오는 것을 반대하였다. 1990년 르페브르는 이와 관련하여 “누군가가 납치되어 끌려가 카사블랑카 어딘가에 있다면, 그 사람은 다름아닌 여러분의 부인이거나 어린 딸들, 아이들일 것입니다.”라는 발언을 하여, 프랑스 사법부에 기소되어 5천 프랑의 벌금형을 선고받았다.[50][51]

## 같이 보기
- 성 비오 10세회
- 제2차 바티칸 공의회